# Otto Nückel
Otto Nückel (Colonia, 6 settembre 1888 – Colonia, 12 novembre 1955) è stato un pittore e illustratore tedesco.
Con Frans Masereel e Lynd Ward, è considerato uno dei pionieri del romanzo grafico senza parole.

## Biografia
Nato a Colonia da una famiglia di notabili, riceve dal padre un'educazione classica che lo destina alla carriera di medico, ma l'influenza del nonno, uomo di teatro, lo aiuta a sviluppare la sua sensibilità artistica e cambia il corso della sua vita.
Nel 1910 si stabilisce a Monaco e diventa allievo di Leopold Durm, lavorando bene sia come pittore che come xilografo. Ammira l'opera di Kubin, da cui mutua una grande libertà grafica. Smobilitato dopo la prima guerra mondiale, si stabilisce a Aibling, nell'atelier di Leibl dove soggiorna fino al 1923 e comincia a dipingere opere con venature espressioniste. Riconoscibili dalle tinte di grigio e di verde, le sue prime prove preannunciano già il suo stile futuro. Fin dal 1924 le sue qualità plastiche e tematiche lo avvicinano allo "scetticismo psicologico" di un Dix o di un Grosz, il suo senso critico e lo stile pittorico alla Nuova Secessione di Monaco.
Comincia una carriera di illustratore per autori come il poeta Alexander Moritz Frey, E.T.A. Hoffmann o Thomas Mann, e ottiene un certo riscontro critico. Comincia anche una lunga collaborazione col giornale satirico Simplizissimus, affiancata dai lavori per la rivista Jügend. Abbandona la xilografia e si dedica all'incisione su metallo (più particolarmente su piombo), che gli permette di approfondire il centro del suo interesse: il valore del bianco e del nero. Le sue immagini, nette e incisive, sono animate da un senso ineguagliato del contrasto. Nel 1930, ispirandosi a Schutzmann e a Kramer, sviluppa una tecnica che diverrà il suo marchio di fabbrica, riconoscibile tra mille.
Così nasce Destin, racconto nero e realista, senza parole, dove l'immagine assume spesso un aspetto onirico e inquietante, distinguendosi da altre opere espressioniste per le sue arguzie umoristiche e il gusto spiccato per una satira dolce-amara.
Meno cinico, pur rimanendo tanto caustico, a cavallo tra realismo e fantastico, il suo "realismo magico" è tuttavia caduto bruscamente nell'oblio. Il pubblico gli ha preferito Masereel o Dix, ma l'opera lasciata da Otto Nückel è piena di finezza e di modernità.

## Opere
- Otto Nückel, Eine Würdigung von Willy Seidel, Monaco, 1930
- Otto Nückel, Destin, 1930